# Olivier Besancenot
Olivier Besancenot (Levallois-Perret, 14 aprile 1974) è un politico francese, due volte candidato alla presidenza della Repubblica per la Lega Comunista Rivoluzionaria e poi fondatore del Nouveau Parti anticapitaliste (NPA).

## Biografia
Figlio di Michael, psicologo e insegnante universitario di psicologia, Olivier Besancenot si è laureato in storia all'Università di Paris-Nanterre nel 1997 e dal 1998 lavora come postino a Neuilly-sur-Seine. Il suo impegno politico con l'estrema sinistra era però già cominciato da tempo: nel 1988 era entrato nella Lega dei giovani comunisti rivoluzionari, organizzazione affiliata alla Ligue communiste révolutionnaire (LCR), e dal 1991 al 1998 è stato sindacalista della Sud-PTT.
Amico di Alain Krivine, ne fu il collaboratore dal 1999 al 2000 quando quest'ultimo venne eletto parlamentare europeo. Nel 2001 entrò nel comitato dirigente della Ligue communiste révolutionnaire e partecipò al World Social Forum di Porto Alegre, cosa che fece anche nell'anno seguente. Ammiratore di Rosa Luxemburg e di Che Guevara più che di Trotsky, divenne molto popolare tra i giovanissimi e nel 2002 il suo partito lo candidò a sorpresa alle elezioni presidenziali dello stesso anno, facendolo diventare a soli 28 anni il più giovane candidato della storia all'Eliseo.
Nelle consultazioni nazionali Besancenot ottenne circa un milione e trecentomila voti, pari al 4.25% del corpo elettorale: un risultato che venne giudicato soddisfacente dai vertici del suo movimento. Inoltre, egli ottenne il 13,9% dei voti degli elettori sotto i 25 anni, diventando in tal modo il terzo candidato più amato dai giovani dopo Lionel Jospin e Jean-Marie Le Pen.
In quell'occasione molti avversari ritennero che la sua precocissima candidatura alla presidenza fosse solamente di facciata e che si trattasse di un tentativo della LCR di conquistare il consenso degli adolescenti; il fatto che però sia stato ricandidato cinque anni dopo pare smentire tale ipotesi. Il suo slogan preferito è: "Le nostre vite valgono più dei loro profitti", in cui il termine "loro" si riferisce ai grandi industriali capitalisti. In questi anni all'opposizione ha fatto numerose richieste a Jacques Chirac, rimaste tutte inascoltate, tra cui l'aumento dello stipendio minimo, la redistribuzione della ricchezza e l'abrogazione del licenziamento senza giusta causa. Nel 2003 ha pubblicato un libro dal titolo Rivoluzione, in cui espone le sue teorie. 
È stato nuovamente candidato all'Eliseo nelle elezioni presidenziali del 2007 dove ha ottenuto al primo turno 1.498.581 voti (4,08%), venendo escluso dal successivo ballottaggio, ma risultando il candidato più votato alla sinistra del Partito Socialista.
Alla fine del 2007, come leader della LCR, ha proposto di superare tale partito per allargarlo a vari movimenti anticapitalisti, studenteschi, femministi ed ecologisti; il nuovo soggetto è nato all'inizio del 2009 con il nome di Nuovo Partito Anticapitalista, nelle fasi iniziali della propria vita tale soggetto triplica il numero dei propri militanti rispetto alla vecchia LCR.
Besancenot è il primo portavoce dell'NPA, che alle elezioni europee del 2009 ottiene il 4,88% dei voti, sfiorando il raggiungimento dello sbarramento necessario per eleggere europarlamentari.
Nella primavera del 2011 si dimette dalla carica di portavoce nazionale del partito, lasciando il posto a Myriam Martin e Christine Poupin, annunciando anche che non sarà ricandidato alle elezioni presidenziali del 2012.
Alle elezioni europee del 2014 guida la lista dell'NPA nella circoscrizione dell'Ile de France, ottenendo lo 0,84% dei voti.